# Opilio kubotai
Opilio kubotai is een hooiwagen uit de familie echte hooiwagens (Phalangiidae).